# Каиса (награда)
„Каѝса“ е шахматна награда в Русия, връчвана в Москва.
Връчва се на шахматисти и шахматни дйци от ОНД. Награденият получава стъклена статуетка с образа на богинята на шахмата Каиса.
Наградата „Каиса“ е учредена през април 2012 г. с общите усилия на Московската федерация по шахмат и фондация „Наше наследие“, с подкрепата на Международната федерация по шахмат на ФИДЕ.
Организаторите на събитието си поставят за задача да развият и популяризират шаха и да създадат специална културна среда в Москва.

## 2012 година
Първата церемония за награждаване с приза „Каиса“ се провежда на 17 декември 2012 г. в Централния дом на писателите в Москва. Общо има 16 категории. Наградите са връчени от първия президент на СССР Михаил Горбачов и от водещите Маргарита Митрофанова и Марк Глуховски .
Участват президентът на Шахматната федерация на Москва Владимир Палихата и бившият президент на ФИДЕ Кирсан Илюмжинов. 
| № п/п | Категория                                                                   | Победител                                                            |
| ----- | --------------------------------------------------------------------------- | -------------------------------------------------------------------- |
| 1     | Най-добър шахматист на годината                                             | Сергей Карякин, гросмайстор на Русия от 2011 г.                      |
| 2     | Най-добра шахматистка на годината                                           | Валентина Гунина, шампионка на Русия за 2011 г.                      |
| 3     | Най-добър журналист от непрофилно издание                                   | „Комерсант“, Алексей Доспехов                                        |
| 4     | Най-добър шахматeн журналист                                                | Сергей Макарийчев и Марина Макарийчева                               |
| 5     | За голям принос в развитието и популяризирането на шаха в Москва и по света | Анатолий Карпов                                                      |
| 6     | Медийна личност на годината                                                 | Александра Костенюк, олимпийска шампионка от 2012 г.                 |
| 7     | Откритие на годината                                                        | Юрий Елисеев, световен и руски шампион до 16 г. (2012)               |
| 8     | Партньор на годината                                                        | „Москомспорт“                                                        |
| 9     | Най-добро използване на шаха като оформление на корица, реклама и др.       | Списание „РБК“, главен редактор Антон Попов                          |
| 10    | „Шахматна династия“                                                         | Владимир Дворкович (посмъртно), Галина Дворкович, Аркадий Дворкович  |
| 11    | За принос в образованието на бъдещото поколение на страната                 | Компания „Роснефт“ и неиният президент Игор Сечин                    |
| 12    | За развитието на „шахматния парламентаризъм“                                | Александър Жуков, Президент на РОК и член на МОК                     |
| 13    | Най-добър телевизионен канал, отразяващ шаха в столицата                    | „Москва 24“                                                          |
| 14    | Специална награда „Нашето наследство“                                       | Евгений Васюков                                                      |
| 15    | Събитие на годината в Москва                                                | Световно първенство по шахмат 2012, Андрей Филатов, Генадий Тимченко |
| 16    | Най-ярък чуждестранен шахматист на годината                                 | Анна Ушенина, гросмайстор от 2012 г.                                 |

## 2015 година
Най-добра шахматистка на годината е Мария Музичук. Наградата ѝ връчва председателят на Комисията по женски шахмат на ФИДЕ Сузан Полгар. 

## 2017 година
Основни положения: във всяка категория всеки потребител може да гласува само веднъж; във всяка категория, където могат да се добавят кандидати, това може да се направи само веднъж, т.е. всеки потребител може да добави само един кандидат; потребителите могат да гласуват в категории, ако са минали поне 30 дни от тяхната регистрация и са изиграли повече от 50 игри на сайта; ако правилата на сайта са нарушени, потребителят може да бъде изключен от гласуване, а блокираните потребители не могат да участват в гласуване и в номинации; на номинираните е забранено да призовават да гласуват за себе си. Категории: „Актив“, „Благородство“, „Господар“, „Един за всички“, „Организатор“, „Откритие на годината“. 